# Hexatoma aurata
Hexatoma aurata är en tvåvingeart som först beskrevs av Doane 1900.  Hexatoma aurata ingår i släktet Hexatoma och familjen småharkrankar. Inga underarter finns listade i Catalogue of Life.